# Plavutonožci
Plavutonožci (znanstveno ime Pinnipedia), preprosteje kar tjulnji, so skupina zveri, v katero združujemo 34 danes živečih vrst morskih sesalcev, prepoznavnih po gibčnem, hidrodinamičnem telesu in okončinah, preobraženih v plavuti. Po slednji značilnosti so dobili tudi ime. Razen nekaj izjem naseljujejo polarne oceane in se prehranjujejo s priložnostnim plenom.
Danes živeče vrste združujemo v tri družine, uhate tjulnje, mrože z eno samo vrsto – mrožem – in prave tjulnje, ki so se razvili iz istega skupnega prednika, najbolj sorodnega bodisi medvedom, bodisi kunam. Za razliko od preostalih dveh večjih skupin morskih sesalcev, kitov in morskih krav, niso v celoti vezani na morje in prihajajo na obalo počivat ter kotit mladiče, kar se odraža v njihovi telesni zgradbi in načinu življenja.

## Telesne značilnosti
Imajo vretenasta telesa z zaokroženo glavo, gibčnim vratom brez zožitve med glavo in trupom, razmeroma kratkimi okončinami, preoblikovanimi v plavuti, in majhnim repom. V splošnem na njihovih telesih ni nobenih drugih štrlin: uhlji so reducirani in so tudi pri uhatih tjulnjih vidni le še ostanki v obliki krpice kože, zunanja spolovila so skrita v kožni gubi in tudi prsne bradavice ne štrlijo nad ravnino kože. Lobanja je prepoznavna po velikih očesnih jamicah, kratkem gobcu in zožanem medočesnem prostoru. Med zvermi so posebni po tem, da njihove očesne jamice omejuje večinoma le zgornja čeljustnica, poleg tega imajo nekoliko reducirano število zob, predvsem sekalcev in kočnikov. Pri mrožih so zgornji podočniki preoblikovani v okle.
Najmanjši plavutonožec je bajkalski tjulenj, ki zraste 1 m v dolžino in doseže 45 kg telesne teže, medtem ko največji predstavnik, južnomorski slon, doseže dolžino 5 m in težo 3200 kg. V povprečju so večji od ostalih zveri, južnomorski slon pa je sploh največja zver. Skoraj vsi so pokriti s kožuhom, razen mroža, ki je le redko poraščen z dlakami, je pa kožuh redkejši kot pri večini kopenskih sesalcev. Za zadrževanje toplote je predvsem pod vodo prav tako pomembna kot kožuh plast tolšče, ki se nahaja tik pod kožo. Poleg tega daje obliko telesu in predstavlja zalogo hranil. Pravi tjulnji imajo praviloma debelejšo plast tolšče od uhatih, do 10 cm. Predstavlja lahko tudi do polovico telesne teže tjulnja.

## Taksonomija
Umestitev plavutonožcev znotraj razreda sesalcev je bila negotova vse do odkritja vmesnega člena med kunami in plavutonožci leta 2007, fosila iz rodu Puijila, ki je bil delno prilagojen na sladkovodne habitate. Odtlej jih uvrščamo med zveri. Nekaj časa je nato prevladovalo mnenje, da plavutonožci niso naravna skupina (klad), temveč da jo sestavljata dve evolucijski liniji, od katerih naj bi si uhati tjulnji in mroži delili skupnega prednika z medvedi, pravi tjulnji pa s kunami, leta 2021 pa je molekularna študija potrdila, da so vsi plavutonožci najbližje sorodni kunam.
Delimo jih v tri družine. Za uhate tjulnje (Otariidae) je značilno, da se pod vodo poganjajo z močnimi sprenjimi plavutmi, zadnje pa lahko obrnejo naprej za »hojo« po kopnem. Tradicionalno delimo uhate tjulnje na kožuhaste tjulnje in morske leve, kar pa ne odraža njihove sorodnosti, zato se delitev v sodobni taksonomiji opušča. Mrož (edini predstavnik družine Odobenidae) je skoraj brez kožuha in ima značilne okle, tako kot uhati tjulnji lahko obrne zadnje plavuti naprej, nima pa kožne krpe na ušesih. Za razliko od uhatih tjulnjev uporablja zadnje plavuti tudi za poganjanje pod vodo, medtem ko so sprednje bolj za krmarjenje. Podobno plavajo pravi tjulnji, ki poleg tega ne morejo obrniti zadnjih plavuti naprej, zato so na kopnem še okornejši.

### Seznam vrst
Zdaj je znanih 34 živečih vrst, poleg njih pa še več kot 50 fosilnih.
- uhati tjulnji (družina Otariidae)
  - južnoameriški morski medved (Arctocephalus australis)
  - galapaški morski medved (Arctocephalus galapagoensis)
  - novozelandski morski medved (Arctocephalus forsteri)
  - filipov morski medved (Arctocephalus philippii)
  - gvadelupski morski medved (Arctocephalus townsendi)
  - antarktični morski medved (Arctocephalus gazella)
  - subantarktični morski medved (Arctocephalus tropicalis)
  - kapski morski medved (Arctocephalus pusillus)
  - aucklandski morski lev (Phocarctos hookeri)
  - avstralski morski lev (Neophoca cinerea)
  - patagonijski morski lev (Otaria flavescens)
  - galapaški morski lev (Zalophus wollebaeki)
  - kalifornijski morski lev (Zalophus californianus)
  - stellerjev morski lev (Eumetopias jubatus)
  - severni morski medved (Callorhinus ursinus)
- mroži (družina Odobenidae)
  - mrož (Odobenus rosmarus)
- pravi tjulnji (družina Phocidae)
  - brkati tjulenj (Erignathus barbatus)
  - kapičasti tjulenj (Cystophora cristata)
  - havajska medvedjica (Neomonachus schauinslandi)
  - sredozemska medvedjica (Monachus monachus)
  - severnomorski slon (Mirounga angustirostris)
  - južnomorski slon (Mirounga leonina)
  - rossov tjulenj (Ommatophoca rossii)
  - rakar (Lobodon carcinophaga)
  - morski leopard (Hydrurga leptonyx)
  - weddelov tjulenj (Leptonychotes weddellii)
  - grenlandski tjulenj (Pagophilus groenlandicus)
  - pasasti tjulenj (Histriophoca fasciata)
  - sivi tjulenj (Halichoerus grypus)
  - navadni tjulenj (Phoca vitulina)
  - pikčasti tjulenj (Phoca largha)
  - kaspijski tjulenj (Pusa caspica)
  - bajkalski tjulenj (Pusa sibirica)
  - kolobarjasti tjulenj (Pusa hispida)

## Habitat in razširjenost
Kot skupina živijo v raznolikih habitatih, od priobalnih voda od koder se podajajo na lov v globlje predele oceanov, do somornice in tudi sladkovodnih jezer ter rek. Bajkalski tjulenj, ki živi v Bajkalskem jezeru, je edina izključno sladkovodna vrsta. Za aktivnosti, kot so parjenje, kotenje mladičev, počivanje in izogibanje plenilcem, uporabljajo obalne dele kopnega; takrat se zadržujejo na peščenih ali prodnatih plažah, blatnih ravnicah ipd. Nekatere vrste v ta namen s pridom izkoriščajo tudi umetne strukture, kot so pomoli, boje in naftne ploščadi. V redkejših primerih se premaknejo dlje od vode in lahko tudi plezajo na pečine, kolonije novozelandskih morskih medvedov lahko najdemo v gozdu tudi do 2 km od obale. Polarne vrste splezajo iz vode na ledene police ali dovolj velike plavajoče kose ledu.
Večina vrst živi v polarnih in subpolarnih delih sveta, zlasti v severnem Atlantiku in Pacifiku ter v Južnem oceanu. Le medvedjice in nekatere vrste uhatih tjulnjev živijo v tropskih in subtropskih vodah. Praviloma potrebujejo hladne vode, bogate s hranili, in z izjemo medvedjic se tudi v tropskih morjih praviloma zadržujejo v predelih, kjer hladni tokovi prinašajo več hranil.
Deset vrst je ogroženih ali ranljivih po merilih Svetovne zveze za varstvo narave, posebej polarne vrste ogrožajo podnebne spremembe, zaradi katerih se krči morski led. Posredno jih ogrožata ribištvo, saj se kot prilov ujamejo na trnke ali v mreže, in onesnaževanje. Po drugi strani so se vrste, kot je kalifornijski morski lev, zaradi zaščite izjemno namnožile, zaradi česar prihajajo v konflikt z ljudmi.